# Belmonte (Portogallo)
Belmonte (bɛɫ'mõt(ɨ)) è un comune portoghese di 7 592 abitanti situato nel distretto di Castelo Branco.
Vi nacque il grande navigatore Pedro Álvares Cabral che nell'anno 1500 scoprì il Brasile. Di un certo interesse il Castello, edificato in età medievale, e in discreto stato di conservazione. Nelle sue immediate vicinanze si erge Centum Cellas, poderosa torre romana di età imperiale.

## Società

### Evoluzione demografica
| Popolazione di Belmonte (1801 – 2004) | Popolazione di Belmonte (1801 – 2004) | Popolazione di Belmonte (1801 – 2004) | Popolazione di Belmonte (1801 – 2004) | Popolazione di Belmonte (1801 – 2004) | Popolazione di Belmonte (1801 – 2004) | Popolazione di Belmonte (1801 – 2004) | Popolazione di Belmonte (1801 – 2004) | Popolazione di Belmonte (1801 – 2004) |
| ------------------------------------- | ------------------------------------- | ------------------------------------- | ------------------------------------- | ------------------------------------- | ------------------------------------- | ------------------------------------- | ------------------------------------- | ------------------------------------- |
| 1801                                  | 1849                                  | 1900                                  | 1930                                  | 1960                                  | 1981                                  | 1991                                  | 2001                                  | 2004                                  |
| 2946                                  | 3969                                  | 6573                                  | 8190                                  | 9109                                  | 6765                                  | 7411                                  | 7592                                  | 7662                                  |

## Freguesias
- Belmonte
- Caria
- Colmeal da Torre
- Inguias
- Maçainhas